# 小谷豪冶郎
小谷 豪冶郎、ないし、小谷 秀二郎（こたに ひでじろう、1920年 - 2002年12月18日）は、日本の国際政治学者。著作活動においては、1980年ころまでは小谷 秀二郎と名乗り、以降は小谷 豪冶郎の名義を用いた。

## 来歴
長崎市生まれ。大連の旧制中学校を経て兵庫県立神戸高等商業学校を卒業。学徒出陣で海軍主計中尉。京都大学農学部卒。米国で学び、南山大学講師、防衛研修所所員、京都産業大学、京都外国語大学教授などを務めた。後年には、福岡県や鳥取県の大学に招かれたこともあったとされる。
1970年、末次一郎主宰の安全保障問題研究会に創設時から参加し、久住忠男、猪木正道、佐伯喜一、高坂正堯、衛藤瀋吉、神谷不二、若泉敬、岸田純之助、三好修らとともに重要なメンバーの一人となった。1972年には、台湾との断交に反発し、藤島泰輔らとともに日華民族文化協会を結成して活動を展開した。この前後の時期には、最初の結婚を離婚により解消し、後に再婚した。
小谷は日米関係や、韓国、台湾の情勢について通じた、安全保障の専門家であり、韓国の金鍾泌や、台湾の李登輝と個人的なつながりをもっていた。
晩年には、京都嵐山に居を構えながら、学校法人姫路学院理事長、姫路学院女子短期大学学長となり、その改組によって2000年に創設された近畿福祉大学（後に、近畿医療福祉大学を経て神戸医療福祉大学と改称）の初代学長となった。2002年には「軍関係的研究」により神戸学院大学から博士（国際関係法学）を取得したが、近畿福祉大学学長在職のまま2002年12月に死去し、遺体は遺言により京都大学医学部に献体された。
翌2003年1月に、勲三等旭日中綬章が追贈された。

## 著書
- 『コンゴへの旅 国連軍を現地に訪ねて』日本外政学会 1962
- 『軍備管理・軍縮・安全保障』日本国際問題研究所 1963
- 『ベトナム戦争とゲリラ』日本国際問題研究所 1966 国際問題シリーズ
- 『防衛論とアジア』恒星社厚生閣 1968
- 『国防の論理』原書房 1970
- 『防衛の実態－防衛庁ビッグ4との対談』日本教文社 1972
- 『自動車戦争 「マスキー法」の神話と現実』サンケイ出版 1976
- 『防衛力構想の批判』嵯峨野書院 1977
- 『野望 書下ろし長編小説』サンケイ出版 1977
- 『硫黄島の死闘 恐怖の洞窟戦』サンケイ出版 第二次世界大戦ブックス 1978
- 『朝鮮戦争 38度線、悲劇の攻防』サンケイ出版 第二次世界大戦ブックス 1978／サンケイ・世界大戦文庫 1985
- 『朝鮮半島の軍事学』教育社入門新書：時事問題解説 1978 - 以下は小谷豪治郎
- 『幻想と平和』田沢康三郎と共著 大和山出版社 1981
- 『有事立法と日本の防衛』嵯峨野書院 1981
- 『第二次日米自動車戦争』日本工業新聞社 1982 大手町ブックス
- 『経済敵国アメリカの論理　安保タダ乗り論の誤解』ダイヤモンド社 1982 現代選書
- 『韓国の危機』早稲田出版 1987
- 『素顔の中華民国』早稲田出版 1988
- 『蒋経國傳　現代中国八十年史の証言』プレジデント社 1990
- 『東アジア再編 日本の戦略』日刊工業新聞社 1997
- 『韓国危うし　朴正煕と金鍾泌を再評価する』金石野と共著 光文社 1997
- 『北方領土とボランティア 「理」は我にあり』丸善 2000

### 翻訳
- チャールズ・バートン・マーシャル『外交の限界 アメリカ対外政策の基本的再検討』日本外政学会 1956
- マックス・ベロフ『ソヴィエトのアジア政策』石川忠雄共訳 日本外政学会 1957
- コロンビア国際問題大学院編『東ヨーロッパ 衛星国のゆくえ』日本外政学会 1957 コロンビア大学国際問題叢書
- マックスウェル・テーラー『大量報復政策批判』佐伯喜一共訳 時事通信社 時事新書 1960
- ジョン・ケネディ『平和のための戦略 新時代の探求』細野軍治共訳　日本外政学会 1961
- D.G.ブレナン編『軍備管理・軍縮・安全保障』鹿島研究所ほか 1963
- P.サリンジャー『ケネディと共に』正・続　鹿島研究所出版会 1966
- B.G.ベックヘファー『戦後の軍備管理』鹿島研究所出版会ほか 1966
- M.シバラム『ベトナム戦争への疑問』荒地出版社 1966
- マックス・ヘイワード編『自由は裁かれるか ソビエト文学者の反逆』荒地出版社 1967
- フランク・N.トレーガー『ベトナム アメリカはなぜ戦うか』時事通信社 時事新書 1968
- レイモン・アロン『選集3 知識人とマルキシズム』荒地出版社 1970